# Pfarrkirche St. Lorenzen im Paltental

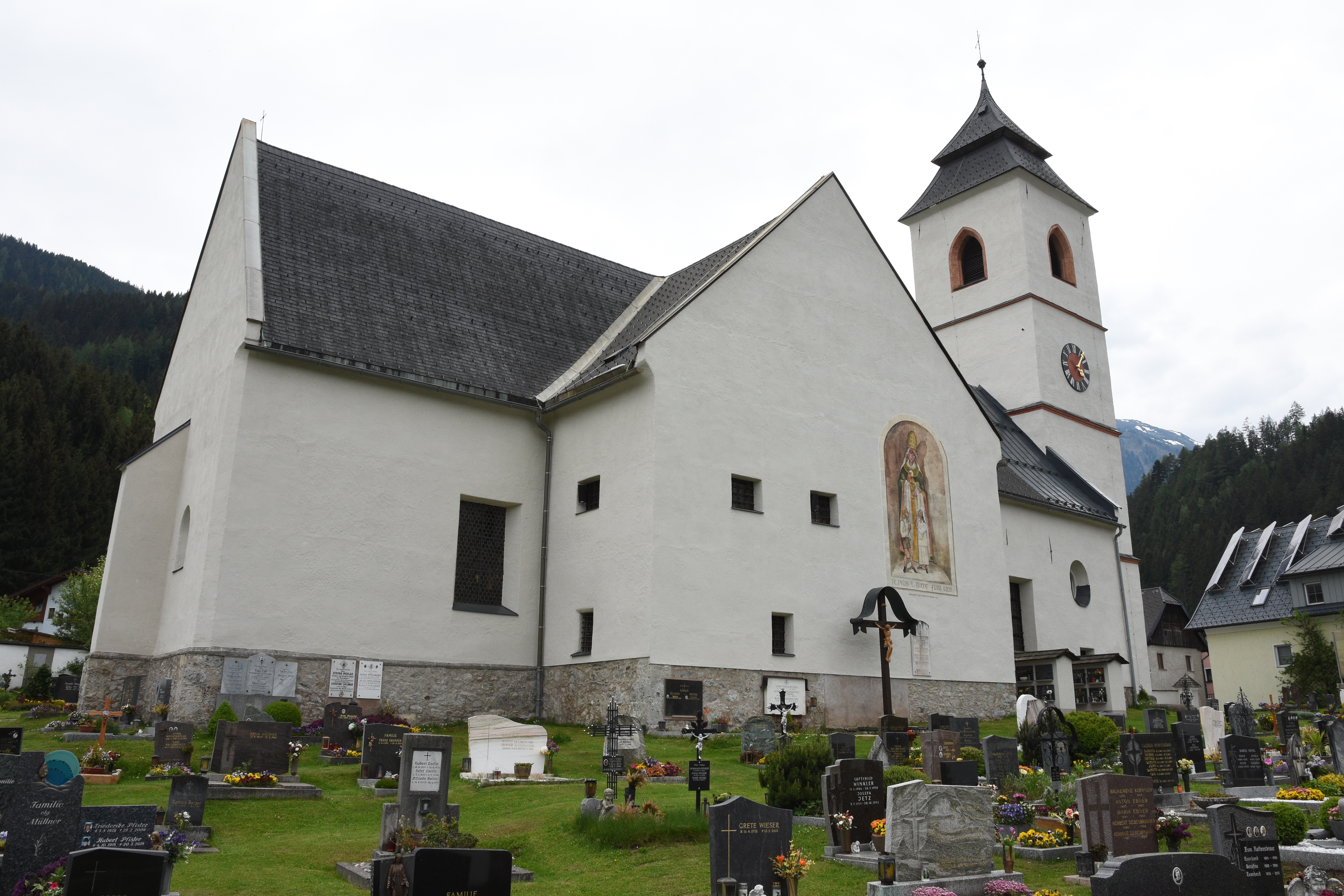
Katholische Pfarrkirche hl. Laurentius in St. Lorenzen im Paltental

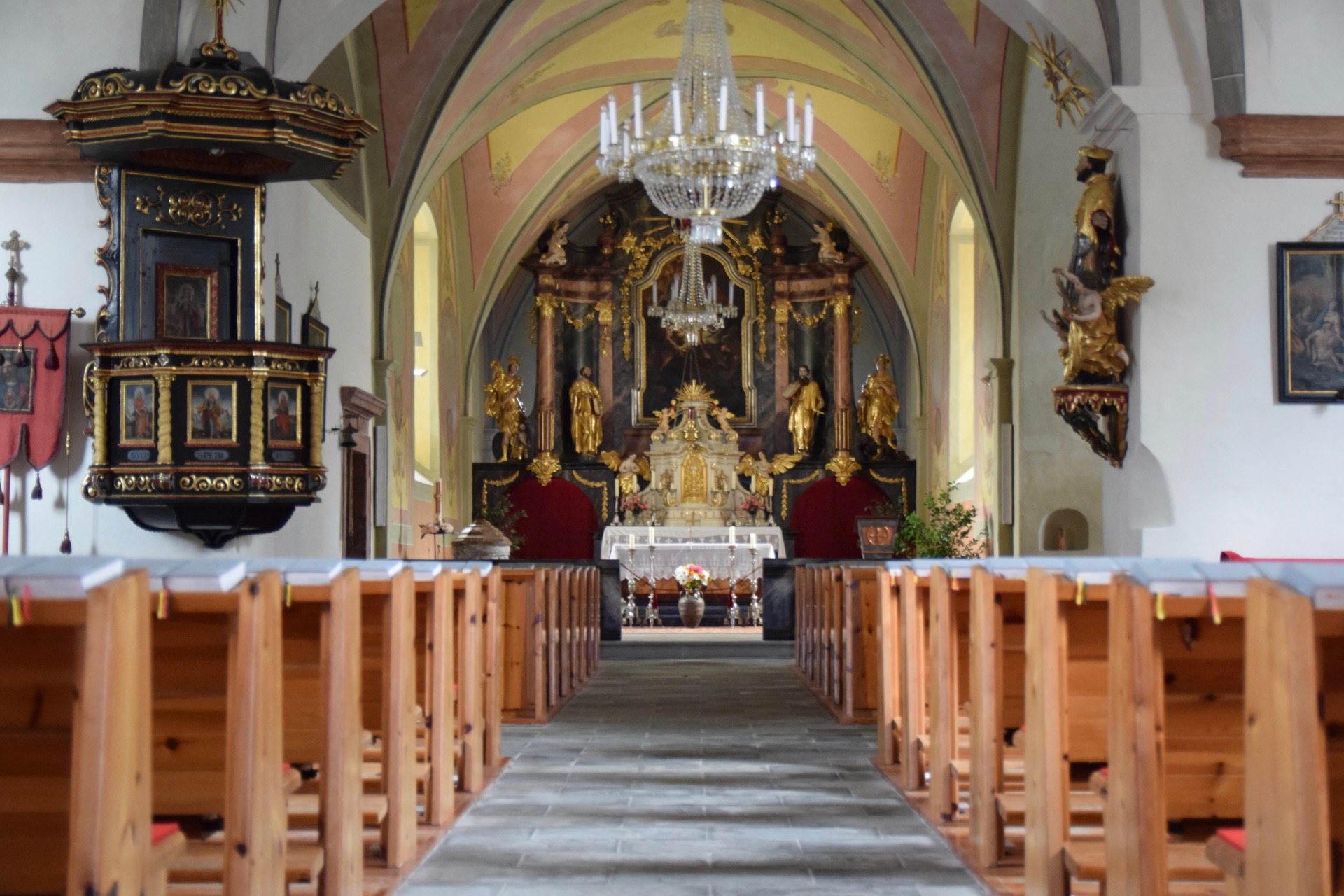
Im Langhaus zum Chor

Die Pfarrkirche St. Lorenzen im Paltental steht in der Ortschaft Sankt Lorenzen im Paltental der Stadtgemeinde Trieben im Bezirk Liezen in der Steiermark. Die dem Heiligen Laurentius von Rom gewidmete römisch-katholische Pfarrkirche – dem Stift Admont inkorporiert – gehört zum Dekanat Admont in der Diözese Graz-Seckau. Die Kirche und der Friedhof stehen unter Denkmalschutz (Listeneintrag).

## Geschichte
Urkundlich wurde 1125 eine Kirche genannt. Die Mutterkirche aller Kirchen des Paltentales wurde 1168 dem Stift Admont inkorporiert.
1414 wurde die baufällige Kirche wiederhergestellt. 1480 bei einem Türkeneinfall abgebrannt, wurde die Kirche danach wiederhergestellt. 1677/1678 wurde die Kirche barockisiert. Nach einem Brand 1833 erhielt die Kirche neue Dächer. 1963/1964 wurde die Kirche innen und 1974 außen restauriert. Im Jahr 2006 wurde die Kirche innen und 2016 außen restauriert.

## Architektur
Die Kirche ist von einem ummauerten Friedhof umgeben.
Das im Kern romanische vierjochige Langhaus hat eingestellte gotische Wandpfeiler mit aufgesetzten Halbkreisdiensten, das gotische Gewölbe hat gemalte Rippen. An das Ostjoch ist beidseits eine flachgedeckte Seitenkapelle angebaut. Die barocke dreiachsige Westempore steht auf abgefasten Pfeilern. Der nur angedeutete Fronbogen zeigt das Admonter Wappen und die Jahresangabe 1732. Der schmale im Kern gotische barockisierte Chor hat drei unterschiedlich lange Joche mit einem geraden Schluss. Das barocke Kreuzgratgewölbe zeigt einfache Eistab-Stuckleisten. In der Mitte der Chorschlusswand ist ein Strebepfeiler mit beidseits je einem gotischen Spitzbogenfenster. Am Westjoch des Chores steht nördlich ein Sakristeianbau unter einer Stichkappentonne, darunter befindet sich das ehemalige Beinhaus, darüber das Oratorium, südlich des Chores ist eine flachgedeckte Kapelle. Der viergeschoßige gotische Westturm mit Traufgesimsen verjüngt sich nach oben, die Turmhalle ist kreuzgratgewölbt. Die gotischen Portale des Turmes und des Langhauses sind spitzbogig.
Im Kircheninneren zeigt die südliche Langhauswand Reste einer romanischen Ornamentmalerei, an der nördlichen Langhauswand gotische Wandmalerei mit Heiligen aus dem 14. Jahrhundert. Der Chor zeigt Dekorationsmalerei aus dem Ende des 18. Jahrhunderts.
Die südliche Kapelle zeigt außen ein Sgraffito hl. Laurentius vom Maler Siegfried Schwab.

## Ausstattung
Der barocke Hochaltar aus 1790 mit Umgangsportalen zeigt das Hochaltarbild Marter des hl. Laurentius aus dem zweiten Viertel des 18. Jahrhunderts, die zeitgleichen Statuen Martin und Georg schuf Balthasar Prandtstätter.